# Prosopocera
Prosopocera is een kevergeslacht uit de familie van de boktorren (Cerambycidae). De wetenschappelijke naam van het geslacht werd voor het eerst geldig gepubliceerd in 1845 door Blanchard.

## Soorten
Prosopocera omvat de volgende soorten:
- Prosopocera aemilii Aurivillius, 1907
- Prosopocera alba Breuning, 1938
- Prosopocera albicollis Breuning, 1936
- Prosopocera alboguttata (Aurivillius, 1910)
- Prosopocera albomaculata Breuning, 1936
- Prosopocera albosignata Breuning, 1938
- Prosopocera allaeri (Breuning, 1976)
- Prosopocera alluaudi Breuning, 1956
- Prosopocera antennalis (Gahan, 1898)
- Prosopocera apralutea Breuning, 1977
- Prosopocera aristocratica (Thomson, 1858)
- Prosopocera arrowiana Breuning, 1936
- Prosopocera balteata (Aurivillius, 1911)
- Prosopocera bamakai Lepesme & Breuning, 1953
- Prosopocera bella Breuning, 1936
- Prosopocera bettoni (Gahan, 1898)
- Prosopocera bicornuta Breuning, 1971
- Prosopocera bivittata (Aurivillius, 1913)
- Prosopocera bivitticollis Breuning, 1961
- Prosopocera bouteti Lepesme, 1947
- Prosopocera brunneomaculata Breuning, 1936
- Prosopocera camerunica Breuning & de Jong, 1941
- Prosopocera capeneri Hunt & Breuning, 1957
- Prosopocera capensis Breuning, 1936
- Prosopocera chanleri (Linell, 1896)
- Prosopocera clara (Jordan, 1903)
- Prosopocera collarti Breuning, 1948
- Prosopocera congoana Breuning, 1936
- Prosopocera cretacea Jordan, 1903
- Prosopocera dahomeica Aurivillius, 1921
- Prosopocera decemmaculata Breuning, 1938
- Prosopocera demelti Breuning, 1983
- Prosopocera elongata Breuning, 1936
- Prosopocera flava (Jordan, 1894)
- Prosopocera flavescens Breuning, 1936
- Prosopocera flavomaculata Breuning, 1950
- Prosopocera flavopunctata Breuning, 1936
- Prosopocera flavosignata (Chevrolat, 1856)
- Prosopocera flavostriata Breuning, 1936
- Prosopocera flavovittata Breuning, 1936
- Prosopocera flavovittatipennis Breuning, 1965
- Prosopocera forchhammeriana Breuning, 1986
- Prosopocera gahani (Aurivillius, 1925)
- Prosopocera garnieri Teocchi, Sudre & Jiroux, 2010
- Prosopocera gaucheti Teocchi, Sudre & Jiroux, 2008
- Prosopocera gracilis Breuning, 1936
- Prosopocera gracillima Breuning, 1936
- Prosopocera grisemarginata Breuning, 1949
- Prosopocera griseomarmorata Breuning, 1976
- Prosopocera haafi Breuning, 1961
- Prosopocera haemorrhoidalis (Aurivillius, 1911)
- Prosopocera harrarensis Breuning, 1936
- Prosopocera holoalba Breuning, 1966
- Prosopocera holobrunnea Breuning, 1977
- Prosopocera hologrisea Breuning, 1953
- Prosopocera imitans Breuning, 1936
- Prosopocera infragrisea Breuning, 1950
- Prosopocera insularis Breuning, 1936
- Prosopocera itzingeriana Breuning, 1936
- Prosopocera janus (Bates, 1890)
- Prosopocera kristenseni (Aurivillius, 1911)
- Prosopocera lactea (Thomson, 1857)
- Prosopocera lambda Delahaye, Sudre & Téocchi, 2006
- Prosopocera lameerei (Duvivier, 1892)
- Prosopocera lemoulti Breuning, 1936
- Prosopocera lesnei Breuning, 1936
- Prosopocera lockleyi Breuning, 1936
- Prosopocera lutea (Jordan, 1903)
- Prosopocera machadoi Lepesme, 1953
- Prosopocera malawina Sudre & Téocchi, 2002
- Prosopocera marleyi Gilmour, 1954
- Prosopocera marshalliana Breuning, 1936
- Prosopocera maublanci Villiers, 1942
- Prosopocera mediovittata Breuning, 1938
- Prosopocera mimosaperdoides Breuning, 1981
- Prosopocera multinigromaculata Breuning, 1956
- Prosopocera murrea (Distant, 1898)
- Prosopocera nigriscapus (Aurivillius, 1913)
- Prosopocera nigropunctata Breuning, 1965
- Prosopocera nigropunctosa Teocchi, 1986
- Prosopocera nivea Hunt & Breuning, 1966
- Prosopocera nivosa (Fairmaire, 1897)
- Prosopocera ochracea Breuning, 1936
- Prosopocera ochraceomaculata Breuning, 1936
- Prosopocera ochreobasalis Breuning, 1938
- Prosopocera octomaculata (Gahan, 1890)
- Prosopocera pallida (Thomson, 1858)
- Prosopocera paralutea Breuning, 1970
- Prosopocera paykullii (Fåhraeus, 1872)
- Prosopocera peeli (Gahan, 1900)
- Prosopocera persimilis Breuning, 1950
- Prosopocera principalis Breuning, 1936
- Prosopocera pseudobella Breuning, 1961
- Prosopocera pseudofatidica Breuning, 1969
- Prosopocera pseudomaculosa Breuning, 1959
- Prosopocera pseudopatriciana Breuning, 1949
- Prosopocera pseudosaperdoides Breuning, 1981
- Prosopocera pujoli Lepesme & Breuning, 1956
- Prosopocera pulcherrima Breuning, 1936
- Prosopocera pulchra Breuning, 1936
- Prosopocera pylas (Jordan, 1903)
- Prosopocera pyrgopolynica (Thomson, 1857)
- Prosopocera rhodesiana Breuning, 1962
- Prosopocera robecchii Gestro, 1892
- Prosopocera rogueti Vitali & Vitali, 2012
- Prosopocera rufescens Breuning, 1936
- Prosopocera rufipennis Breuning, 1957
- Prosopocera rufobrunnea Breuning, 1936
- Prosopocera rufula (Breuning, 1956)
- Prosopocera saperdoides (Quedenfeldt, 1888)
- Prosopocera schistaceoides Breuning, 1981
- Prosopocera schultzei (Hintz, 1919)
- Prosopocera sekorensis Vitali & Vitali, 2012
- Prosopocera senegalensis Breuning & de Jong, 1941
- Prosopocera sexmaculata Breuning, 1939
- Prosopocera sexmaculipennis Breuning, 1981
- Prosopocera signata Hintz, 1919
- Prosopocera snizeki Teocchi & Sudre, 2003
- Prosopocera somalica Teocchi, 1985
- Prosopocera speciosa Breuning, 1938
- Prosopocera spinales Teocchi, 1986
- Prosopocera splendida Breuning, 1950
- Prosopocera subcretacea Breuning, 1958
- Prosopocera submaculosa Hunt & Breuning, 1955
- Prosopocera subpallida Breuning, 1969
- Prosopocera subsenegalensis Breuning, 1967
- Prosopocera subvittata Breuning, 1965
- Prosopocera sudanica (Aurivillius, 1914)
- Prosopocera sulphureomarmorata Breuning, 1939
- Prosopocera sulphureotincta Breuning, 1938
- Prosopocera superba Breuning, 1947
- Prosopocera tenuis Breuning, 1938
- Prosopocera thomsoni Breuning, 1936
- Prosopocera tippmanni Breuning, 1942
- Prosopocera trimaculata Breuning, 1936
- Prosopocera turei Teocchi, 1998
- Prosopocera unicolor (Gahan, 1898)
- Prosopocera usambarica Breuning, 1954
- Prosopocera varii Breuning, 1981
- Prosopocera ventralis (Gahan, 1898)
- Prosopocera viridana Breuning, 1954
- Prosopocera viridecincta (Hintz, 1919)
- Prosopocera viridibasalis Breuning, 1936
- Prosopocera viridimaculata Breuning, 1969
- Prosopocera viridis (Hintz, 1911)
- Prosopocera vitticollis (Gahan, 1890)
- Prosopocera vivyana Lepesme, 1947
- Prosopocera voltensis Breuning, 1967
- Prosopocera wahlbergi (Aurivillius, 1891)
- Prosopocera werneri Teocchi, 1993
- Prosopocera wittei Breuning, 1954
- Prosopocera ziczac Breuning, 1960
- Prosopocera zimbabwea Teocchi, 1998
- Prosopocera ornata Teocchi, 1998
- Prosopocera jacobeae Teocchi, 1986
- Prosopocera vuattouxi Teocchi, 1999
- Prosopocera albomarmorata Breuning, 1936
- Prosopocera aspersa Gahan, 1890
- Prosopocera auberti (Fairmaire, 1892)
- Prosopocera basigranulosa Breuning, 1969
- Prosopocera bicincta (Aurivillius, 1914)
- Prosopocera blairiella Breuning, 1936
- Prosopocera bothai Breuning, 1981
- Prosopocera cornifrons Gahan, 1890
- Prosopocera damarensis Itzinger, 1936
- Prosopocera decrocki Teocchi & Ture, 2008
- Prosopocera degeerii (Fåhraeus, 1872)
- Prosopocera dejeani Gahan, 1890
- Prosopocera fisheri Breuning, 1936
- Prosopocera flavomarmorata Breuning, 1936
- Prosopocera fossulata Breuning, 1936
- Prosopocera girardi Breuning, 1978
- Prosopocera grossepunctata Breuning, 1936
- Prosopocera hamata (Aurivillius, 1907)
- Prosopocera hessei Breuning, 1955
- Prosopocera holoflava Breuning, 1981
- Prosopocera imbellis (Gahan, 1904)
- Prosopocera indistincta Breuning, 1936
- Prosopocera inermis Aurivillius, 1891
- Prosopocera kulzeri Breuning, 1936
- Prosopocera madagascariensis Breuning, 1965
- Prosopocera marmorata Gahan, 1898
- Prosopocera marshalli (Aurivillius, 1907)
- Prosopocera matillai Báguena, 1952
- Prosopocera multipunctata Breuning, 1936
- Prosopocera ndinguelei Teocchi & Sudre, 2003
- Prosopocera nigroocellata Breuning, 1939
- Prosopocera parapropinqua Breuning, 1986
- Prosopocera parimbellis Breuning, 1986
- Prosopocera pascoei (Gahan, 1890)
- Prosopocera patrizii Breuning, 1934
- Prosopocera plasoni Breuning, 1936
- Prosopocera propinqua Breuning, 1934
- Prosopocera raffrayi (Thomson, 1878)
- Prosopocera rhodesica Breuning, 1956
- Prosopocera similis Breuning, 1938
- Prosopocera simillima Breuning, 1976
- Prosopocera somaliensis Breuning, 1938
- Prosopocera strandiella Breuning, 1936
- Prosopocera subbicincta Breuning, 1960
- Prosopocera subinermicollis Hunt & Breuning, 1957
- Prosopocera trossevini Lepesme, 1947
- Prosopocera violaceomarmorata Breuning, 1956
- Prosopocera viridifossulata Breuning, 1965
- Prosopocera albovariegata Breuning, 1936
- Prosopocera aliena Harold, 1879
- Prosopocera argus (Thomson, 1868)
- Prosopocera bicolor (Westwood, 1844)
- Prosopocera itzingeri Breuning, 1936
- Prosopocera luteomarmorata Breuning, 1936
- Prosopocera mozambica (Péringuey, 1896)
- Prosopocera ochreosparsa Breuning, 1939
- Prosopocera parallela Breuning, 1936
- Prosopocera peregrina Hintz, 1911
- Prosopocera plagifera Aurivillius, 1907
- Prosopocera prasina Breuning, 1936
- Prosopocera prasinoides Breuning, 1977
- Prosopocera regalis Breuning, 1936
- Prosopocera spinicollis Breuning, 1976
- Prosopocera uniformis Waterhouse, 1898
- Prosopocera viridifulgens Breuning, 1936
- Prosopocera legrandi Teocchi & Sudre, 2002
- Prosopocera pajoti Breuning & Teocchi, 1974
- Prosopocera ferrierei Breuning, 1950
- Prosopocera flavoguttata (Aurivillius, 1913)
- Prosopocera ceciliae Vitali & Vitali, 2011
- Prosopocera glaucina (Westwood, 1844)
- Prosopocera lucia (Newman, 1839)
- Prosopocera maculosa (Pascoe, 1858)
- Prosopocera sofala (Distant, 1898)
- Prosopocera decelliana Breuning, 1968
- Prosopocera fatidica (Pascoe, 1864)
- Prosopocera lineatopunctata Breuning, 1936
- Prosopocera rothschildi Heath, 1905
- Prosopocera teocchii Breuning, 1970
- Prosopocera quadrisignata (Chevrolat, 1855)
- Prosopocera murphyi Sudre & Téocchi, 2002
- Prosopocera alboplagiata Jordan, 1894
- Prosopocera albovestita Breuning, 1936
- Prosopocera angolensis Quedenfeldt, 1885
- Prosopocera antennata Gahan, 1890
- Prosopocera belzebuth Thomson, 1857
- Prosopocera bioculata Hintz, 1911
- Prosopocera bipunctata (Drury, 1773)
- Prosopocera brunnescens Breuning, 1967
- Prosopocera callypiga (Thomson, 1857)
- Prosopocera cantaloubei Breuning, 1964
- Prosopocera cylindrica Aurivillius, 1903
- Prosopocera francoisiana Lepesme, 1948
- Prosopocera fryi Murray, 1871
- Prosopocera fuscomaculata Breuning, 1936
- Prosopocera gassneri Breuning, 1936
- Prosopocera gigantea Breuning, 1950
- Prosopocera griseomaculata Breuning, 1936
- Prosopocera humeralis Breuning, 1938
- Prosopocera insignis Jordan, 1903
- Prosopocera lactator (Fabricius, 1801)
- Prosopocera lepesmei Breuning, 1950
- Prosopocera lydiae Bjørnstad & Minetti, 2010
- Prosopocera mediomaculata Breuning, 1938
- Prosopocera myops Chevrolat, 1855
- Prosopocera orientalis Breuning, 1967
- Prosopocera parinsignis Breuning, 1970
- Prosopocera princeps (Hope, 1843)
- Prosopocera regia Breuning, 1936
- Prosopocera schoutedeni Breuning, 1936
- Prosopocera signatifrons Duvivier, 1891
- Prosopocera subvalida Breuning, 1954
- Prosopocera superbrunnea Breuning, 1969
- Prosopocera tricornis Breuning, 1960
- Prosopocera undulata Schwarzer, 1929
- Prosopocera valida Aurivillius, 1927
- Prosopocera viridegrisea Hintz, 1911